# Péndulo cicloidal
Un péndulo cicloidal es un péndulo cuyo período es independiente de la amplitud y que está basado en una propiedad de la curva geométrica llamada cicloide.
Las oscilaciones del péndulo simple solo son isócronas para pequeñas amplitudes. 

## Historia
Fue a Christiaan Huygens (1629-1695) a quien correspondió la primicia de este descubrimiento:

El péndulo simple no puede ser considerado como una medida del tiempo segura y uniforme, porque las oscilaciones amplias tardan más tiempo que las de menor amplitud; con ayuda de la geometría he encontrado un método, hasta ahora desconocido, de suspender el péndulo; pues he investigado la curvatura de una determinada curva que se presta admirablemente para lograr la deseada uniformidad. Una vez que hube aplicado esta forma de suspensión a los relojes, su marcha se hizo tan pareja y segura, que después de numerosas experiencias sobre la tierra y sobre el agua, es indudable que estos relojes ofrecen la mayor seguridad a la astronomía y a la navegación. La línea mencionada es la misma que describe en el aire un clavo sujeto a una rueda cuando ésta avanza girando; los matemáticos la denominan cicloide, y ha sido cuidadosamente estudiada porque posee muchas otras propiedades; pero yo la he estudiado por su aplicación a la medida del tiempo ya mencionada, que descubrí mientras la estudiaba con interés puramente científico, sin sospechar el resultado.
 Christian Huygens: Horologium oscillatorium (1673)

## Desarrollo teórico

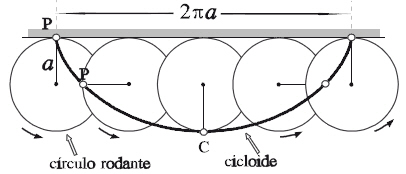
Generación de la cicloide.

La cicloide es la curva generada por un punto de una circunferencia que rueda sobre una línea recta. Si en un plano vertical construimos una trayectoria cicloidal, de base horizontal y con la concavidad dirigida hacia arriba, como se muestra en la figura, tal trayectoria es tautócrona para el punto C; i. e., el tiempo que empleará una partícula P en resbalar (bajo la acción de la gravedad) hasta llegar a la posición de equilibrio estable C es independiente de la posición inicial de la partícula sobre la trayectoria cicloidal. Las oscilaciones alrededor de la posición de equilibrio son rigurosamente isócronas en una trayectoria cicloidal como la anteriormente descrita, y el periodo de las oscilaciones, que es independiente de la amplitud de las mismas, viene dado por:

(1){\displaystyle T=2\pi {\sqrt {\frac {4a}{g}}}}

donde a es el radio de la circunferencia que genera la cicloide. Por consiguiente, el péndulo rigurosamente isócrono deberá ser tal que la masa pendular describa una trayectoria cicloidal.

## Realización del péndulo de Huygens

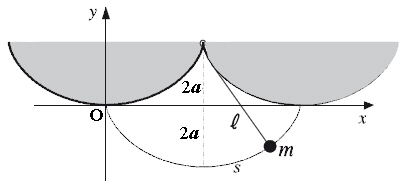
Péndulo cicloidad según la construcción de Huygens.

El péndulo cicloidal puede construirse (a la manera de Huygens) suspendiendo el hilo entre dos contornos sólidos que tienen la forma de arcos de cicloide tangentes en su punto de unión). Al oscilar el péndulo, el hilo se ciñe a uno u otro de esos dos contornos cicloidales, y la longitud efectiva del péndulo queda así disminuida en una proporción que depende de la amplitud de las oscilaciones. Huygens demostró que si la circunferencia que genera los dos contornos cicloidales tiene precisamente un radio que es la cuarta parte de la longitud del hilo de suspensión del péndulo (l=4a) entonces la masa pendular describe un arco de cicloide cuya circunferencia generatriz tiene el mismo radio a. Un péndulo construido de acuerdo con estos principios es rigurosamente isócrono, y el periodo de sus oscilaciones es

(2){\displaystyle T=2\pi {\sqrt {\frac {l}{g}}}}